# Zaklada (roman)
Zaklada (naslov originala: Foundation, ponegdje preveden kao: Fondacija ili Zadužbina), prva je knjiga znanstvenofantastične Trilogije o Zakladi Isaaca Asimova. Trilogija je poslije proširena u serijal o Zakladi.

## Fabula
Zaklada je zbirka od pet kratkih priča, koje su u obliku jedinstvene knjige objavljene 1951. One zajedno čine jedinstvenu radnju, koja pripovijeda o skupini znanstvenika koji pokušavaju spasiti znanje čovječanstva kada okolne civilizacije počnu propadati.

### Psihohistoričari
(0. FE)
Radnja prve priče, naslovljene Psihohistoričari (Psychohistorians), smještena je na Trantor, glavni planet 12.000 godina starog Galaktičkog carstva. Premda se čini da je Carstvo stabilno, ono zapravo polagano propada. Glavni lik, matematičar Hari Seldon, razvio je znanost psihohistoriju koja sve mogućnosti u velikim društvima svodi na matematičke proračune, što dopušta dugoročno predviđanje ishoda budućih događaja.
Seldon otkriva strašnu istinu o propadanju Carstva, no njegovo se otkriće smatra činom izdaje i privlači pozornost Komisije za javnu sigurnost (Comission of Public Safety), koja de facto upravlja Carstvom. Ovo dovodi do njegovog uhićenja. Uhićen biva i Gaal Dornick, mladi matematičar koji je upravo stigao na Trantor. Na suđenju Seldon iznosi saznanja do kojih je došao pomoću psihohistorije, kao što su pad Carstva u roku od 500 godina i 30.000 godina barbarstva koje će zatim uslijediti.
Seldon predlaže alternativu ovakvoj budućnosti; alternativu koja neće otkloniti propast nego skratiti period bezvlađa na bijednih 1000 godina. Njegov pak plan traži veliku grupu ljudi koji bi stvorili kompendij svega ljudskoga znanja, pod naslovom Encyclopedia Galactica.
Komisija prekida suđenje i sastaje se sa Seldonom u tajnosti. Nude mu izbor: ili da bude smaknut zbog izdaje ili da prihvati progonstvo s grupom "Enciklopedista" na udaljeni planet Terminus. Tamo će kao Zaklada raditi na izvršavanju Seldonova plana zaštićeni carskim dekretom.

### Enciklopedisti
(50. FE)
Radnja druge priče, naslovljene Enciklopedisti (The Encyclopedists; priča je objavljena 1942. pod naslovom "Zaklada"), odvija se 50 godina nakon događaja iz priče Psihopovjesničari. Terminus je suočen s prvom od brojnih takozvanih "Seldonovih kriza". Budući da je planet siromašan mineralima, ovisio je o zalihama koje je slalo Carstvo. Došlo je do pobune i osamostaljenja susjednih planeta protiv Carstva, pa su Terminus i Zaklada ostali odsječeni i prepušteni sami sebi.
Terminus biva uvučen u sukob četiriju planetarnih sustava koji su spali na barbarsku razinu i lokaciju Terminusa promatraju kao stratešku točku. Vijeće upravitelja "Zaklade Enciklopedie Galactice", koje se sastoji od znanstvenika koji nemaju političkog ni vojnog iskustva, nije u stanju nositi se s nastalom situacijom jer je zabavljeno dovršenjem Enciklopedije. No, gradonačelnik Grada Terminusa (Terminus City) Salvor Hardin uviđa prijetnju i brzo iznalazi rješenje: međusobno će zavaditi četiri kraljevstva.
Hardinov plan uspijeva te se nakon toga pojavljuje Seldonov lik u "Vremenskom trezoru", pri čemu Seldon daje do znanja da je nadvladana "Seldonova kriza". Ndalje pojašnjuje da je donesena ispravna odluka, te da je enciklopedija bila samo paravan za izvršavanje glavnog plana.
Hardin ovu objavu koristi za organizirati mirni puč, preuzimajući vlast od Vijeća upravitelja.

### Gradonačelnici
(80. FE)
Radnja treće priče, naslovljene Gradonačelnici (The Mayors; priča je objavljena u lipnju 1942. pod naslovom "Uzde i sedlo"), odvija se tri desetljeća nakon radnje Enciklopedista. Znanje je Zakladi omogućilo da ima prevlast nad obližnjim planetarnim sustavima, a razvija se i umjetna religija koju nazivaju scijentizam. Religija omogućuje da se distribuiraju visokotehnološki uređaji, a da pritom znanje o njihovom funkcioniranju ostane tajna. Tehničari za održavanje poznati kao svećenici se obučavaju na Terminusu i dobivaju osnovnu pouku o funkcioniranju uređaja, ali im se taji bilo kakvo pravo znanje. Ovo omogućuje Zakladi da kontrolira znanstvene pobune i curenje znanja.
Gradonačelnik Salov Hardin i dalje vrši službu gradonačelnika Terminusa i de facto vladara Zaklade. Princ regent Wienis s planeta Anakreont (Anacreon) namjerava pokoriti Zakladu, a u tome ga dodatno ohrabruje činjenica da mu je u ruke zapala napuštena carska krstarica čiji popravak traži od Zaklade.
Hardin prozire Wienisove namjere i pristaje da popravi brod vršeći pritom određene preinake. Hardin zatim emitira poruku za čitavo stanovništvo Anakreonta u kojoj razotkriva Wienisov plan optužujući ga pritom za hulu, što dovodi da pobune koja završava potpunim ovladavanjem Četirima kraljevstvima.
Hari Seldon iznova potvrđuje da je donesena ispravna odluka, pojavivši se ponovno u "Vremenskom trezoru", i pritom također daje do znanja da je upotreba scijentističke religije postala suvišna i nepotrebna.

### Trgovci
(oko 155. FE)
Radnja četvrte priče, naslovljene Trgovci (The Traders; priča je objavljena u listopadu 1944. pod naslovom "Klin"), počinje 55 godina nakon događaja iz Gradonačelnika. Opisuju se dogodovštine Limmara Ponyetsa, trgovca, koji je poslan da izbavi Eskela Gorova s planeta Askonea. Askone odbija trgovati sa Zakladom bojeći se utjecaja scijentizma. Eskel Gorov čeka smaknuće, jer je prekršio trgovinski zakon koji zabranjuje prodaju tehnologije Zaklade.
Vladari Askonea su odlučni u odbijanju bilo kakve tehnologije koja dolazi od Zaklade, ali kada im se ponudi zlato u zamjenu za zatvorenika oni drage volje pristaju. Ponyets je tijekom prezentacije ponuđenog zlata uspio uvjeriti Pherla – ambicioznog vođu u upravi Askonea – da uzme uređaj koji pretvara željezo u zlato. Sve je potajno snimljeno i kasnije se koristi za ucjenu Pherla, tako da Ponyets uspijeva razmijeniti svoj tovar tehnologije za kositar, sirovinu koju Zaklada treba.
Pherl je sada prisiljen uzimati tehnologiju Zaklade, pa će stoga raditi na tome da ona postane prihvatljiva i narodu njegova planeta.

### Trgovački prinčevi
(oko 175. FE)
Radnja pete priče, naslovljene Trgovački prinčevi (The Merchant Princes; priča je objavljena u kolovozu 1944. pod naslovom "Veliki i mali"), odvija se samo dvadeset godina nakon događaja iz priče Trgovci.
Zaklada se proširila pomoću scijentizma i ekonomije. Nestala su tri broda Zaklade u blizini Republike Korell, države za koju se sumnja da je tehnološki napredna. Trgovac Hober Mallow dobiva zadatak da otkrije podatke o njihovoj tehnologiji i pronađe nestale brodove. Tijekom boravka na Korellu, Mallow uspije uvjeriti vođu Korella, Comdora Aspera Arga, da kupi Zakladinu tehnologiju. Mallow usto otkrije da Korell u svom posjedu još uvijek ima relikvije Carstva kao što atomski pištolji. No, također je primijetio da je republika zastarjela i da nema moderne tehnologije.
Nakon povratka na Terminus proglašavaju ga izdajnikom jer nije proširio scijentizam na Korellu, ali ga neočekivan razvoj događaja oslobađa optužbi, što mu omogućuje da pobijedi na izborima za gradonačelnika.
Kada Korell napokon zarati sa Zakladom, Mallow ništa ne poduzima protiv Korelijanaca i čeka da nezadovoljstvo nedostatkom robe, koju inače dostavlja Zaklada, omogući praktičnu pobjedu Zaklade.

## Likovi

### Psihopovjesničari
- Gaal Dornick, matematičar i nasljednik Harija Seldona
- Hari Seldon, matematičar koji je razvio psihohistoriju
- Jerril, agent Komisije za javnu sigurnost čiji je zadatak nadzor Gaala Dornicka
- Linge Chen, Glavni komesar za javnu sigurnost i sudac na Seldonovom suđenju
- Lors Avakim, odvjetnik, branitelj Gaala Dornicka

### Enciklopedisti
- Anselm haut Rodric, vojnik i poslanik Anakreonta na Terminusu
- Bor Alurin, trantorski psiholog koji je podučavao Salvora Hardina
- Jord Fara, član Vijeća upravitelja Zaklade
- Lewis Pirenne, predsjednik Vijeća upravitelja Zaklade
- Lundin Crast, član Vijeća upravitelja Zaklade
- Lord Dorwin, Kancelar Galaktičkog carstva
- Salvor Hardin, prvi gradonačelnik Terminusa
- Tomaz Sutt, član Vijeća upravitelja Zaklade
- Yate Fulham, član Vijeća upravitelja Zaklade

### Gradonačelnici
- Dokor Walto, aktivist Stranke akcije
- Jaim Orsy, aktivist Stranke akcije
- Leopold I, kralj Anakreonta
- Lem Tarki, aktivist Stranke akcije
- Levi Norast, aktivist Stranke akcije
- Lewis Bort, aktivist Stranke akcije
- Princ Lefkin, Wienisov najstariji sin
- Princ regent Wienis, princ regent Anakreonta, ujak kralja Leopolda I
- Poly Verisof, veleposlanica Zaklade i Velika svećenica na Anakreontu
- Salvor Hardin, prvi gradonačelnik Terminusa
- Sef Sermak, gradski vijećnik na Terminusu
- Theo Aporat, glavni svećenik na anakreontskom admiralskom brodu Wienis
- Yohan Lee, organizator Hardinovog puča i njegov čovjek od povjerenja

## Ekranizacija
28. srpnja 2008. objavljeno je da producenti Bob Shaye i Michael Lynne namjeravaju snimiti film utemeljen na Zakladi u svojoj novoosnovanoj kompaniji Unique Features. U siječnju 2009. prava snimanja su na aukciji prodana kompaniji Columbia Pictures, koja je za voditelja projekta imenovala Rolanda Emmericha.